# Плейер, Гари
Га́ри Пле́йер (англ. Gary Player; род. 1 ноября 1935, Йоханнесбург) — южноафриканский профессиональный игрок в гольф, который считается одним из величайших игроков в гольф когда-либо. За свою карьеру он выиграл девять крупных чемпионатов «мейджор» и девять крупных чемпионатов в туре Чемпионов. В возрасте 29 лет Плейер выиграл Открытый чемпионат США 1965 года и стал единственным неамериканцем, выигравшим все четыре мейджора в карьере. В то время он был самым молодым игроком, сделавшим это, хотя Джек Никлаус (26 лет) и Тайгер Вудс (24 года) впоследствии побили этот рекорд. Плейер стал всего лишь третьим гольфистом в истории, выигравшим турниры Большого Шлема, после Бена Хогана и Джина Саразена, и с тех пор только Никлаус и Вудс совершили этот рекорд. Плейер выиграл 163 турнира на шести континентах за семь десятилетий и был включен во Всемирный зал славы гольфа в 1974 году.
Получил прозвище «Чёрный рыцарь», «Мистер Фитнес» и «Международный посол гольфа». Также является известным архитектором полей для гольфа, автор более 400 дизайнерских проектов на пяти континентах по всему миру. Автор или соавтор 36 книг по обучению игре в гольф, дизайну, философии, мотивации и фитнесу.
The Player Group управляет The Player Foundation, основной целью которого является продвижение образования для малообеспеченных слоев населения во всем мире. В 1983 году The Player Foundation учредил школы Блэр Атолл в Йоханнесбурге (Южная Африка), в которых обучаются более 500 детей. В 2013 году компания отпраздновала свое 30-летие благотворительными мероприятиями по гольфу в Лондоне, Палм-Биче, Шанхае и Кейптауне, в результате чего общая сумма привлечённых средств превысила 60 миллионов долларов США.
7 января 2021 года президент США Дональд Трамп наградил Плейера Президентской медалью Свободы.
Автор афоризма «Чем больше я тренируюсь, тем чаще мне везёт».